# Летнее наступление КНА (1950)
Летнее наступление Корейской Народной Армии — военная операция Корейской народной армии во время Корейской войны, проводившаяся 25 июня — 25 июля 1950 года. В результате наступления северокорейские войска заняли почти всю территорию Южной Кореи, но были вынуждены остановиться на Пусанском периметре.

## Замысел операции
Северокорейское командование рассчитывало нанося главный удар из района Кымчхона, Йончхона и Чорона в общем направлении на Сеул, Сувон и вспомогательный — из района Хвачен, Индэ, Янгу в обход Сеула с юго-востока в направлении на Сувон разгромить главные силы южнокорейской армии в районе Сеула и выйти на рубеж Сувон, Вончжу, Самчхок.
1-я пограничная бригада с 10-м полком 5-й пехотной дивизии должна была наступать в направлении Каннын для соединения с морским десантом, который предполагалось высадить в районе Каннын с задачей овладеть Каннын и не допустить отхода противника на юг, а также подхода его резервов к линии фронта.
3-я пограничная бригада с полком 6-й пехотной дивизии должны были занять Онгдинский и Енанский полуострова. В дальнейшем предполагалось разгромить резервы противника и, развивая наступление, занять всю территорию Южной Кореи.

## Ход операции

### Июньские бои
Основные силы КНА разгромили южнокорейские войска, оборонявшие Сеул, однако из-за отставания частей, наносивших вспомогательный удар, не смогла окружить и уничтожить сеульскую группу войск, как это предусматривалось планом. В результате южнокорейские части сумели привести себя в порядок и в дальнейшем отступить на юг.
Части 3-й пограничной бригады к 26 июня закончили разгром противника на Онгдинском и Енанском полуостровах.
На восточном участке фронта северокорейские части действовали менее успешно: если десант в Канныне был высажен по плану, 25 июня, то 1-я пограничная бригада смогла подойти к городу и завязать бой лишь 27 июня.
Сразу же после поражения основного контингента южнокорейских войск в боях под Сеулом президент США Трумэн отдал приказ авиации и флоту США обеспечить прикрытие и поддержку южнокорейских войск. С вступлением в войну американских вооружённых сил обстановка для КНА резко ухудшилась. Американская авиация, стремясь прежде всего уничтожить авиацию КНА, совершила налёт на аэродром в Пхеньяне, одновременно приступив к разрушению основных железнодорожных узлов и коммуникаций.
28 июня правительства Великобритании, Австралии и Новой Зеландии заявили о готовности предоставить в распоряжение американского командования свои военно-морские силы, находящиеся в Тихом океане.

### Бои первой декады июля
Видя, что южнокорейские войска, несмотря на полное господство американской авиации и флота, терпят одно поражение за другим, американское командование начало с 1 июля переброску из Японии в Корею частей 24-й американской пехотной дивизии. 2 июля командир 24-й пехотной дивизии генерал-майор Дин принял командование американскими сухопутными войсками.
В создавшейся обстановке командование Корейской народной армии приняло решение возобновить наступление с целью окончательного разгрома южнокорейских и успевших прибыть в Корею американских войск, а также быстрого захвата портов юго-восточного побережья — Пусана, Ульсана и Пхохана. Для быстрого достижения поставленной цели было решено сосредоточить усилия на центральном направлении.
3 июля северокорейские войска захватили Ендынпхо и, преследуя разбитого противника, 4 июля овладели Инчхоном. Разбитые под Ендынпхо и на левом берегу реки Ханган южнокорейские войска начали отход. Части северокорейских 105-й танковой и 4-й пехотной дивизий овладели Сувоном, разгромили под Осаном американский батальон и 6 июля овладели Пхенхэк.
Пытаясь удержать рубеж Чхёнан — Чинчхон, южнокорейская сторона подготовила оба города к круговой обороне, однако северокорейские 2-я и 4-я пехотные дивизии в боях 8-9 июля заняли Чхёнан, разгромив американский пехотный полк, а к 10 июля 2-я пехотная дивизия после трёхдневных боёв овладела Чинчхоном.
На центральном участке фронта 15-я пехотная дивизия, форсировав реку Ханган, 4 июля овладела Чонжу, а 8 июля — Мугыкли. 12-я пехотная дивизия 6 июля одним полком овладела Чунчжу, а 9 июля главными силами захватила Таньян.
На восточном побережье 5-я пехотная дивизия во взаимодействии с партизанами разгромила южнокорейские войска в районе Самчхок, а 8 июля овладела Улчжин. 9 июля в тылу наступавших северокорейских войск с моря высадились два пехотных батальона противника, но к 11 июля десант был уничтожен.
В связи с серьёзными потерями американское командование в период с 8 по 14 июля перебросило морским путём из Японии в Корею 25-ю пехотную дивизию.

### Бои во второй половине июля
12 июля в Корею прибыла передовая группа штаба 8-й американской армии во главе с командующим генерал-лейтенантом Уокером, который принял командование всеми сухопутными войсками США и Южной Кореи. Применяя самые жёсткие меры, американцы до некоторой степени сумели привести в порядок южнокорейские войска. Потерпев неудачу в попытке удержаться на рубеже Чхёнан, Чинчхон, Чунчжу, американское командование намеревалось остановить наступление войск КНА на рубеже река Кымган, Поын, Ёнгу, Пхёэнхэ.
11 июля 6-я пехотная дивизия КНА начала наступление 13-м полком по прибрежной дороге, а 14 июня — главными силами совместно с 603-м мотоциклетным полком в направлении Ончонни, Кангэ. Успешно продвигаясь вперёд, дивизия к 25 июля очистила от противника всю юго-западную часть Кореи, разгромив при этом 5-ю пехотную дивизию южнокорейской армии.
4-я пехотная дивизия КНА, усиленная танковым батальоном 105-й танковой дивизии, после овладения Чхёнан развернула наступление на юг и 10 июля вышла на подступы к Кончжю, где встретила упорное сопротивление частей 24-й американской пехотной дивизии. Лишь к утру 14 июля северокорейские войска разгромили противника на северном берегу реки Кымган, а к вечеру овладели Кончжю. После овладения Кончжю дивизия получила задачу главными силами преследовать противника в направлении Кымсан, а одним полком с танковым батальоном нанести с северо-запада удар на Тэчжон, содействуя 3-й пехотной и 105-й танковой дивизиям.
105-я танковая и 3-я пехотная дивизии КНА 9-11 июля вели ожесточённые бои на подступах к Чочивон и только 12 июля овладели городом. В связи с тем, что противник в районе Фукони оборудовал сильный опорный пункт, северокорейские войска, прикрывшись частью сил с фронта, главными силами обошли Фукони с запада и 13 июля вышли к реке Кымган в районе Тэпхенни, однако не смогли форсировать её с ходу. В течение 15 и 16 июля пехота и артиллерия обеих дивизий смогли переправиться на другой берег, но танковые полки пришлось перебрасывать в полосе 4-й пехотной дивизии. 17 июля части 3-й пехотной и 105-й танковой дивизий КНА совместно с частями 4-й пехотной дивизии нанесли удар на юг, а затем на восток. Ввиду реальной угрозы окружения части 24-й пехотной дивизии США с большими потерями поспешно отошли на Тэчжон.
20 июля 4-я пехотная дивизия КНА с запада, 3-я пехотная дивизия — с северо-запада, 105-я танковая дивизия — с северо-востока и севера начали наступление на Тэчжон, и к исходу дня выбили противника из города. В ходе боёв в плен попал командир американской 24-й пехотной дивизии генерал-майор Дин. Остатки 24-й пехотной дивизии США отошли на юго-восток; вскоре эта дивизия была отведена в Тайгу на переформирование.
Развивая наступление на юго-восток, части 4-й пехотной дивизии 25 июля овладели Кымсан, а 3-я пехотная и 105-я танковая дивизии во второй раз форсировали реку Кымган, разгромили передовые подразделения перебрасываемой из Японии 1-й американской кавалерийской дивизии и овладели Ендон. 2-я пехотная дивизия КНА 22 июля заняла Поын.
Войска 2-й северокорейской армейской группы двигались через горы, преодолевая сопротивление противника, и к 25 июля 15-я, 1-я и 12-я пехотные дивизии вышли на рубеж Тахейри, Докуни, севернее Ечхон, Ёнчжю, где столкнулись с главными силами 25-й американской пехотной дивизии.
5-я пехотная дивизия КНА 13 июля овладела Пхёнхэ, а 20 июля — Йондок. Американско-южнокорейским войскам удалось вытеснить северокорейские части из города, но в ночь на 23 июля 5-я пехотная дивизия внезапной атакой вновь выбила противника из Йондок и закрепилась в нём.

### Итоги июльского наступления
За месяц боёв войска КНА заняли большую часть Южной Кореи, разгромив при этом основные силы южнокорейской армии.

## Начало боёв на «пусанском периметре»
В результате июльских боёв две американских и пять южнокорейских дивизий сосредоточились на рубеже южнее Кымсан, южнее Ёнчжю, прикрывая с северо-запада и с севера направление Тайгу, Пусан. Главная группировка войск КНА (7 дивизий из девяти) также сосредоточилась на центральном направлении на рубеже Кымсан, Ёнчжю. Оценив сложившуюся обстановку, Главное командование КНА приняло решение, сосредотачивая по-прежнему основные усилия на центральном направлении, продолжать наступление, нанося удары силами 1-й армейской группы из района Ендон в направлении Кымчхон, Тайгу, а силами 2-й армейской группы — из района Ечхон, Ёнчжю в направлении Андон, Ёнчон.
Выполняя решение Главного командования, войска КНА 26 июля продолжили наступление в восточном и юго-восточном направлениях, и к исходу 4 августа вышли на правый берег реки Нактонган. Американское командование, учитывая серьёзную угрозу прорыва войск КНА вдоль южного побережья к Пусану, начало спешно перебрасывать им навстречу свежие войска. Завязались бои на «пусанском периметре».